# Мауренбрехер, Вильгельм
Карл Петер Вильгельм Мауренбрехер (нем. Karl Peter Wilhelm Maurenbrecher; 21 декабря 1838, Бонн — 6 ноября 1892, Лейпциг — немецкий историк, педагог, профессор.

## Биография
Обучался в Берлине и Мюнхене под руководством Леопольда фон Ранке и Генриха фон Зибеля, оказавших сильное влияние на его развитие как историка. После окончания научно-исследовательской работы в Симанке в Испании, К. Мауренбрехер работал приват-доцентом в Бонне, а позже с 1867 — профессором истории Дерптского университета.
К. Мауренбрехер был также профессором в университетах Кёнигсберга (1869—1876), Бонне (1877—1884) и Лейпцига (1884—1892).

## Научная деятельность
Работы К. Мауренбрехера посвящены главным образом реформаторской эпохе, а также новому периоду германской истории. В своих исследованиях он останавливался почти исключительно на политической стороне исторических событий. Собранные им в Симанке архивные материалы дали ему возможность пролить новый свет на реформацию. В своих исследованиях обычно ставил вопросы широко, тщательно анализируя исторические явления и был довольно объективен; но в трудах, касающихся истории Пруссии, он, при всем желании быть беспристрастным, являлся систематическим поклонником политической системы этого государства.
Несколько небольших работ его посвящено методологии истории. Из его сочинений наиболее крупные:
- «Kaiser Karl V und die deutschen Protestanten» (Дюссельдорф, 1865),
- «Studien und Skizzen zur Gesch. der Reformationszeit» (Лпц., 1874),
- «Königtum und Verfassung in Preussen» (Бонн, 1878),
- «Gesch. der Katholischen Reformation» (т. I, Нердлинген, 1880; этот капитальный труд не окончен и обрывается на 1534 г.),
- «Die preussische Kirchenpolitik und der kölner Kirchenstreit» (Штуттг., 1881),
- «Gesch. der deutschen Kömgswahlen vom zehnten bis zum dreizehnten Jahrhundert» (Лпц., 1889),
- «Gründung des deutschen Reichs 1859—1871» (Лпц., 1892).